# 東京クレジットサービス
株式会社東京クレジットサービス（とうきょうクレジットサービス）は、三菱UFJ銀行子会社のクレジットカード会社である。

## 概要
三菱UFJ銀行（三菱東京UFJ銀行）の前身の一つである東京銀行（東銀）の子会社として設立され、当時の住友クレジットサービス（現三井住友カード）とその親会社であった住友銀行（現三井住友銀行）が率いるビザ・ジャパン（現在のVJA）のブラザーカンパニー（加盟会社）として「東京カード (TOKYO CARD)」を発行している。
旧東銀系企業として現存する会社の一つである。
三菱UFJニコス（旧三菱銀行母体の旧ディーシーカード、旧UFJグループの旧UFJニコス）とは距離を置いており、同社発行のカードに切り替える兆候は見られない。ただし、三菱UFJニコスとはMUFGカード加入者向けの金融取引サービス（ワールドカレンシーショップ店頭での外貨キャッシュご購入レートの優遇サービス）で提携している。
また、母体行である三菱UFJ銀行では、DCブランド扱のキャッシュカード一体型や旧三菱銀行・UFJ銀行・日本信販系の単体型クレジットカード（MUFG・DC・NICOS）の募集がメインになっている。
旧・東銀の顧客基盤を中心に主にカード発行、加盟店の獲得をしていたが、母体行が東京三菱銀行→三菱東京UFJ銀行を経て三菱UFJ銀行となった今日ではその色はかなり薄くなっている。現在でも純粋に旧・東銀店をメインバンクとしている企業は多くなく、且つDC・MUFGを優先としている旧・三菱銀行・三和銀行・東海銀行などの営業を、顧客開拓として頼る事が難しいためである。
東京三菱銀行となった1996年から、東京カードの支払口座を東京三菱銀行に指定すると、DCカードと同じく「東京三菱カード (Tokyo-Mitsubishi Card)」の名称で発行されたが現在は取りやめている。
VJ（ビザ・ジャパン）グループとしていくつかの提携カードを発行しているが、それらを除いたプロパーカードでは、コーポレートカードの発行が多いようである。また、ショッピングリボルビング払いの手数料（利息）率が一般カードでも実質年利8%台とTuoカード並に、VJAグループの中では最も低利であったが、2005年から他のVJAグループ加盟会社と同等の年15%に引き上げ、足並みを揃える形となった。
事実上VJAのマスターカード部門ともいえるオムニカード協会にも公式ホームページに加盟社として名を連ねているが、ウェブサイトからの申込みはできず、書面でのゴールドカードのみの取り扱いとなっている。
長らくウェブサイトでの申し込みは出来なかったが、現在は可能である。

## 外貨両替店
旧東銀の外為業をバックに「ワールドカレンシーショップ」と言う外貨両替店の運営も行っており、15を超える外貨現金とトラベラーズチェックを扱っており、在庫も豊富に揃えている為、すぐ両替ができる。外貨レートは三菱UFJ銀行の窓口営業時間中はそれに準じている。
日本では珍しく、世界3大ブランドのトラベラーズチェックを合わせて取りそろえていた。現在、新規の販売は終了しているが（国内で最後まで取り扱っていたアメリカン・エキスプレスの販売終了による）、買取のみ継続している。
- SMBC-VISA（三井住友銀行子会社のSMBCインターナショナルビジネス社発行）
- 三菱UFJ銀行（旧三菱銀行）発行-MasterCard (Thomas Cook)
- American Express International

店舗は三大都市圏のターミナル駅近隣のデパートや旧東京銀行系支店周辺、MUFGプラザ内に出店している。なお、母体銀行と極端に親密ではないためか、三井住友銀行店舗などグループ外の他行でも、外国為替の取扱時間外だったり、米ドル・ユーロ以外の現金などの両替などの場合は近辺のワールドカレンシーショップを紹介することが多々ある。
この数年、母体行である三菱UFJ銀行の本支店の一部で、外国為替業務（外貨送金や輸出入手形）へ特化する為、外貨両替業務を廃止し、母体行の比較的大きいターミナル店舗内にワールドカレンシーショップを併設するケースが多くなって来た。

## クレジットカード
いずれも国際加盟店ブランドはVISA、ゴールドカードのみMastercardも設定されている。VISAブランドは写真入りカードを選択可能であり、iD一体型はVisaゴールドカードのみ選択可能である。

### プロパーカード
- 東京カード
- 東京カードA
- 東京エグゼクティブ・カード
- 東京ゴールド・カード
- 東京バーチャル・カード
- TOKYO CARD ASSIST - 39歳まで申し込み出来、常時ポイントが2倍。40歳を超えても解約しなければ契約を継続可能。

### 提携カード
- CLUB ENOTECAクラシック（ワインショップ エノテカ）
- CLUB ENOTECAゴールド（ワインショップ エノテカ）
- 神戸コレクション
- ファミリーライフカード （セレモア）
- TIMELESS COMFORTカード
- Berlitsカード （ベルリッツ・ジャパン）